# Igrise
Koordinaten: 57° 58′ N, 27° 30′ O
Igrise ist ein Dorf (estnisch küla) im Südosten Estlands. Es gehört zur Landgemeinde Setomaa im Kreis Võru (bis 2017 Mikitamäe im Kreis Põlva).
Das Dorf hat sechzehn Einwohner (Stand 31. Dezember 2011). Westlich des Ortskerns fließt der Fluss Mädajõgi.